# Helena Lemańska
Helena Lemańska z domu Lerman (ur. 1919 w Warszawie, zm. 21 listopada 2017 w Paryżu) – polska reżyserka i dokumentaliska pochodzenia żydowskiego, w latach 1950–1967 redaktor naczelny Polskiej Kroniki Filmowej.

## Życiorys
Urodziła się w Warszawie przy ul. Gęsiej, w rodzinie chasydzkiej jako córka Mojżesza (wzgl. Mieczysława) i Jochewet Lermanów. Przed wojną związana była z młodzieżową organizacją syjonistyczną Ha-Szomer Ha-Cair i wyjechała jako osadniczka do Palestyny, gdzie podjęła studia w Jerozolimie. Do Polski przyjechała latem 1939 na wakacje i tu zastał ją wybuch II wojny światowej. W trakcie wojny przebywała w ZSRR, gdzie ukończyła rusycystykę. Powróciła do Polski, nie odnajdując nikogo z rodziny - wszyscy jej bliscy krewni zginęli podczas Holokaustu.
Była reżyserką kilku filmów dokumentalnych w tym Bambus mój brat z 1955, nagrodzonego nagrodą główną w dziale filmu dokumentalnego na Międzynarodowym Festiwalu Filmowym w Karlowych Warach z 1956 oraz Uwaga, uwaga nadchodzi z 1966, za który została uhonorowana na Ogólnopolskim Festiwalu Filmów Krótkometrażowych dyplomem honorowym za „sugestywne ukazanie bohaterstwa walczącego narodu wietnamskiego”. W latach 1950–1967 była redaktorem naczelnym Polskiej Kroniki Filmowej. W 1967 została usunięta z PKF i w 1969 wyjechała na stałe z Polski.

## Odznaczenie
- Złoty Krzyż Zasługi (1954)[4]
- Order Pracy I klasy (Wietnam, 1958)[5]